# Zubák

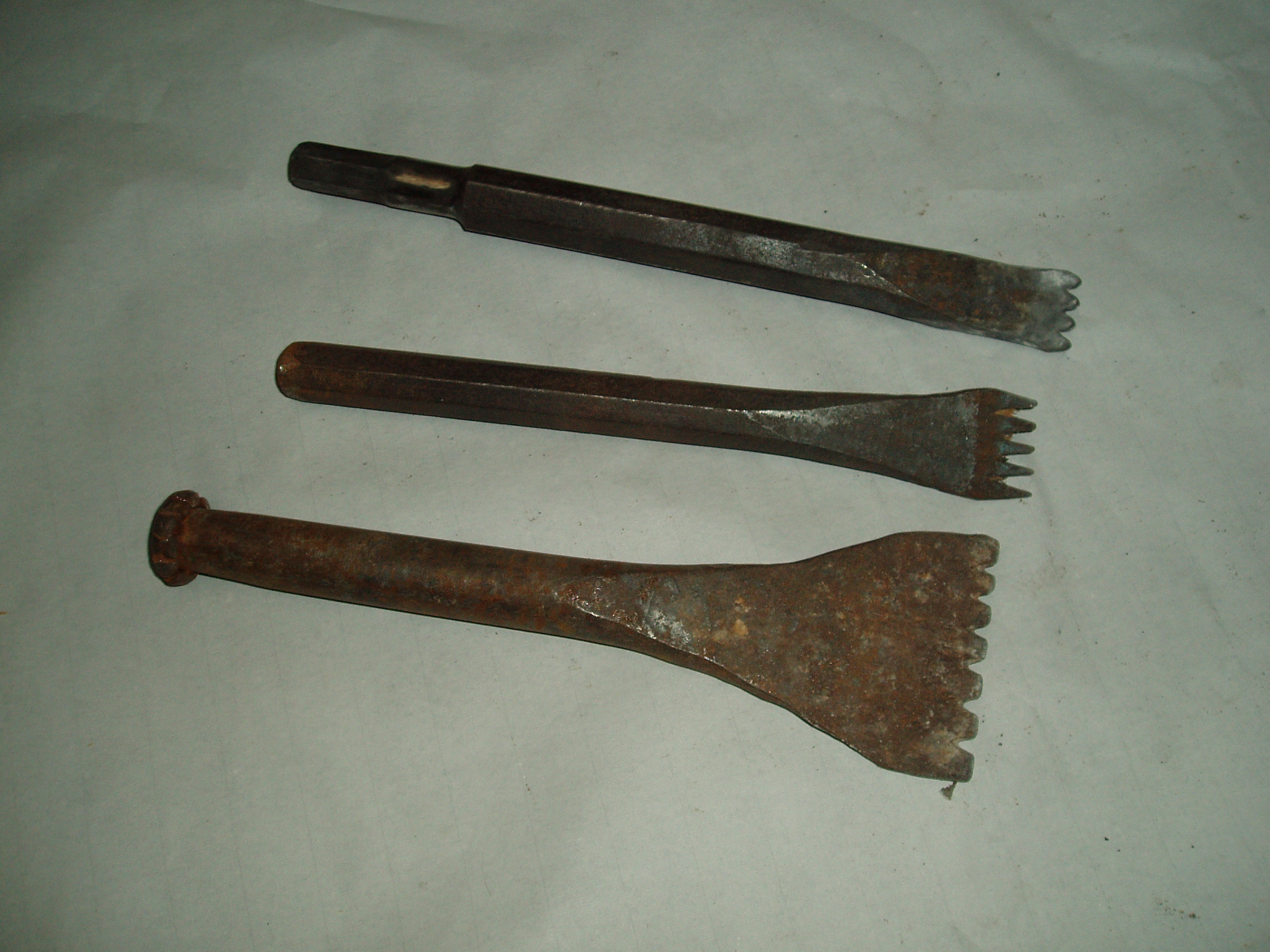
Zubák

Zubák je kamenický nástroj, určený pro rovnání plochy kamenného výrobku z měkčího kamene, jako je pískovec nebo opuka.
Obvykle mu předchází úprava kamenickou špicí nebo dvojzubákem a následuje úprava povrchu kamenickým plochým dlátem, šalírkou nebo pemrlicí.
Zubák se také slangově říká zubovému zednickému hladítku určenému například k nanášení lepidla pod obklady.